# Barrett Wilbert Weed
Barrett Wilbert Weed (Boston, 6 novembre 1988) è un'attrice e cantante statunitense.
È nota per aver interpretato il ruolo di Veronica Sawyer nella produzione originale Off-Broadway di Heathers: The Musical e il ruolo di Janis Sarkisian nella produzione originale di Broadway di Mean Girls.

## Biografia
Weed è cresciuta a Cambridge, nel Massachusetts. All'età di cinque anni, ha iniziato a esibirsi con la Boston Children's Opera. Suo padre morì di cancro quando aveva sette anni. Crescendo, ha frequentato Long Lake Camp for the Arts a Long Lake, New York.
Ha frequentato la Walnut Hill School per la maggior parte delle superiori dopo essersi trasferita da una scuola preparatoria privata. In un'intervista, Weed ha detto della scuola: "È un posto fantastico - come Hogwarts. La Walnut Hill mi ha salvato la vita ". Ringrazia lo staff e gli standard di Walnut Hill per gran parte del suo successo.
Si è laureata presso la Elon University con un BFA in teatro musicale nel 2011.
Il 13 aprile 2019, Weed è stata insignita del Top 10 Under 10 Alumni Award 2019 dalla Elon University, un premio assegnato ogni anno che "riconosce 10 ex studenti diplomati tra il 2018 e il 2009 e che hanno raggiunto un notevole successo professionale, facendo la differenza nelle loro comunità e che sostengono lealmente Elon ".
Weed è la nipote dell'attrice Kathi Moss, che ha avuto il ruolo di Saraghina nella produzione di Nine del 1982 a Broadway ed è apparsa anche nelle produzioni originali di Broadway di Grease e Grand Hotel .

## Carriera
Weed ha fatto il suo debutto a Broadway in Lysistrata Jones nel novembre 2011, come sostituto di molti ruoli femminili. Lo spettacolo si è chiuso l'8 gennaio 2012.
Il suo successivo ruolo principale fu Nadia in una versione rielaborata di Bare: A Pop Opera, ora chiamata Bare: The Musical, al New World Stages. Le anteprime sono iniziate il 19 novembre 2012, con un'apertura ufficiale il 9 dicembre 2012 e lo spettacolo è durato fino al 3 febbraio 2013.
Weed ha poi dato origine al ruolo principale di Veronica in Heathers: The Musical, un adattamento musicale del film cult Schegge di Follia del 1988. Il musical è stato presentato in anteprima all'Hudson Backstage Theatre di Los Angeles nell'autunno del 2013, prima di trasferirsi a New York per la sua incarnazione a Off-Broadway . Lo spettacolo ha iniziato le anteprime al New World Stages il 15 marzo 2014, con una serata inaugurale il 31 marzo. È stata nominata per un Lucille Lortel Award e un Drama Desk Award per la sua performance. Weed ha lasciato lo spettacolo a giugno e lo spettacolo si è chiuso il 4 agosto 2014.
Nel settembre 2014, Weed ha iniziato a esibirsi in FOUND The Musical, un nuovo musical di Off-Broadway sulla creazione dei libri e delle riviste Found di Davy Rothbart. Weed ha interpretato il ruolo di Denise. Lo spettacolo è stato aperto il 14 ottobre ed è andato in scena fino al 9 novembre 2014.
Weed ha interpretato il ruolo di Sally Bowles nella produzione del Signature Theater di Cabaret dal 12 maggio al 28 giugno 2015 nell'area di Washington, DC . Per questa performance, ha vinto l'Helen Hayes Award come Miglior attrice protagonista in un musical.
Weed è la voce narrante "Kill The Boy Band" di Goldy Moldavsky su Audible.com e su CD audio, che è stato pubblicato il 1 marzo 2016.
Attualmente recita nel nuovo musical Mean Girls nel ruolo di Janis Sarkisian a Broadway. Ha recitato nella prima mondiale che è iniziata il 31 ottobre 2017 e si è conclusa il 3 dicembre 2017 al National Theatre (Washington, DC). Il musical, basato sul film omonimo, ha iniziato le anteprime a Broadway il 12 marzo 2018 e ha aperto ufficialmente l'8 aprile 2018. Weed ha affermato che si identifica fortemente con il "cinismo schietto" del suo personaggio. La co-star Grey Henson e Weed hanno lavorato insieme per ricevere i loro ruoli nella produzione.
Quando non recita, Weed ama insegnare canto e recitazione agli adolescenti, oltre che insegnare masterclass nelle scuole superiori.
Nel 2019, ha recitato come guest star in Crashing.
Dal 2020 presta la voce al personaggio di Octavia nella web-serie di Vivienne Medrano, Helluva Boss.

## Filmografia
- Crashing – serie TV, episodio 3x04 (2019)[18]
- Blue Bloods – serie TV, episodio 11x18 (2020)[19]
- Helluva Boss – webserie, 2 episodi (2020-2022) – voce
- Swipe Monster – webserie, episodi (2021)[20]
- Bridge and Tunnel – serie TV, 4 episodi (2021)[21]

## Doppiatrici italiane
Nelle versioni in italiano delle opere in cui ha recitato, Barrett Wilbert Weed è stata doppiata da:
- Federica De Bortoli in Blue Bloods

## Ruoli a teatro
| Anno      | Produzione            | Ruolo                 | Luogo                    | Categoria         |
| --------- | --------------------- | --------------------- | ------------------------ | ----------------- |
| 2011-12   | Lysistrata Jones      | personaggio femminile | Walter Kerr Theatre      | Broadway          |
| 2012-13   | Bare: The musical     | Nadia                 | New World Stages         | Off-Broadway      |
| 2013      | Heathers: The Musical | Veronica Sawyer       | Hudson Theatre Backstage | Regionale         |
| 2014      | Heathers: The Musical | Veronica Sawyer       | New World Stages         | Off-Broadway      |
| 2014      | FOUND the Musical     | Denise                | Atlantic Theater Company | Off-Broadway      |
| 2014      | Dear Evan Hansen      | Zoe Murphy            |                          | Lettura 2014      |
| 2015      | Cabaret               | Sally Bowles          | Signature Theatre        | Regionale         |
| 2017      | Mean Girls            | Janis Sarkisian       | National Theatre         | Prova fuori città |
| 2018-2020 | Mean Girls            | Janis Sarkisian       | August Wilson Theatre    | Broadway          |

## Televisione
- Saturday Night Live (2018, non accreditata)[22]
- The Tonight Show (2018)[23]